# Reificação (marxismo)
Reificação (do latim res: "coisa"; em alemão:  Verdinglichung, literalmente: "transformar algo em coisa" ou Versachlichung, literalmente: "objetificação") ou coisificação é uma operação mental que consiste em transformar conceitos abstractos em objectos ou mesmo tratar seres humanos como objetos. No marxismo, o conceito designa uma forma particular de alienação, característica do modo de produção capitalista. Implica a coisificação das relações sociais, de modo que a sua natureza é expressa através de relações entre objetos de troca (ver fetichismo da mercadoria). O conceito está presente em Hegel e Feuerbach, mas foi desenvolvido em âmbito marxista por György Lukács e trabalhado pelos integrantes da Escola de Frankfurt.

## Coisificação/Reificação
Coisificação (o mesmo que reificação) é o ato de transformar ideias em coisas concretas. Segundo o texto Técnica, corpo e coisificação: notas de trabalho sobre o tema da técnica em Theodor W. Adorno, o processo de coisificação das relações sociais é mediado pela técnica, que torna as pessoas semelhantes às máquinas, trazendo à tona toda a violência e barbárie presentes no ser humano, que foram culturalmente dominadas.
Para Adorno, a técnica é supervalorizada e fetichizada a tal ponto que as pessoas se relacionam com ela de forma exagerada e irracional, tornando-a o ponto central da vida. No processo de coisificação, as pessoas perdem os traços de subjetividade e individualidade, passando a compor um coletivo de pessoas que tem a vida mediada pela técnica.
No ensaio Educação após Auschwitz, publicado no livro Minima moralia (título original: Minima moralia. Reflexionen aus dem beschãdigten Leben), Adorno exemplifica o processo de coisificação e coletivização através dos esportes e da técnica presente neles. Para ele, o esporte moderno procura desenvolver o corpo para aproximá-lo das máquinas, projetando corpos que tenham maior resistência. Essa semelhança criada entre o ser humano e a maquinaria causa o que Adorno chama de embrutecimento e desumanização. As pessoas perdem a criticidade e as individualidades e passam a seguir o coletivo sem questionar. No caso dos esportes, o corpo é moldado para aumentar as capacidades e conquistar o objetivo, que é a vitória. Para tanto não existem questionamentos, e as subjetividades são esquecidas por serem tidas como fraqueza.
No primeiro volume do Capital, Marx oferece uma caracterização objetiva do fenômeno da reificação, segunda a qual trata-se de que a relação entre os homens se torna uma relação entre coisas, que os homens somente se relacionam mediados pelas coisas no capitalismo. A raiz disso estaria na transformação de valores de uso em valores de troca, um processo que abstrai as características específicas de reconhecimento da atividade humana na produção de mercadorias, para igualar entidades que são desiguais por natureza. A relação social que produz o objeto é abstraída com isso, relação que é a expressão da atividade humana na esfera de produção de mercadorias, se projetando, assim, como uma relação mediada por coisas, reificando a relação social responsável pela criação do objeto.
Depois de Marx, outro a trabalhar extensamente no conceito de reificação foi Lukács, em seu livro "História e Consciência de Classe", no capítulo "A reificação e a consciência do proletariado". Lukács reconhece a tese advinda de Marx, mas acrescenta, com uma abordagem mais subjetiva, que a reificação tem modos de subjetivação diferentes dentro do capitalismo, ampliando o escopo da investigação sobre o fenômeno. "(...) quando o problema da mercadoria não aparece apenas como um problema isolado, tampouco como problema central da economia enquanto ciência particular, mas como problema  central e estrutural da sociedade capitalista em todas suas manifestações vitais. Pois somente nesse caso pode-se descobrir na estrutura da relação mercantil o protótipo de todas as formas de objetividade e de todas as suas formas correspondentes de subjetividade na sociedade burguesa." Lukács está interessado em como, sob a perspetiva da totalidade, a reificação afeta o proletariado e a burguesia. De modo que, sendo um fenômeno universal, todos indivíduos estão afetados pela reificação, mas são afetados, enquanto classe, de maneiras diferentes.